# Pinacodera sulcipennis
Pinacodera sulcipennis är en skalbaggsart som beskrevs av Horn. Pinacodera sulcipennis ingår i släktet Pinacodera och familjen jordlöpare. Inga underarter finns listade i Catalogue of Life.